# P.P. Gram
Peder Pedersen Gram (11. august 1850 i Hjerting – 25. november 1923) var en dansk murermester og politiker, far til P.A. Rosenkilde Gram.
Han var søn af fisker Peder Gram og hustru f. Rosenkilde, blev svend 1869 og mester 1886, var repræsentant i Murerlavet 1895-1900, voldgiftsmand 1897-1900, bisidder og formand for Murernes Voldgift fra 1900, medlem af Kommissionen til Bedømmelse at frivillige Svendeprøver, Murerlavets delegerede i Fællesrepræsentationen for dansk Industri og Haandværk og i Arbejdsgiverforeningen fra 1900 samt Ridder af Dannebrog.
Medlem af Industriforeningens repræsentantskab og at repræsentantskabet for Arbejderforeningen af 1860 fra 1896, af Borgerrepræsentationen 1904-1910 (for Antisocialistisk Borgerliste), rådmand i Magistratens 3. afdeling 1910-1923.
Som Borgerrepræsentant i bestyrelsen for Købehavns Kommunes Arbejdsanvisningskontor og for Hambros Badeanstalt, næstformand i Københavns Grundejerforening, i direktionen for Zoologisk Have m.m.
Gift med Maren Kjerstine født Andersen (11. oktober 1856 i Dame på Møn - ?).